# (884) Priamus
(884) Priamus ist ein Jupiter-Trojaner. Der 1917 entdeckte Asteroid befindet sich im Lagrange-Punkt L5 von Jupiter.
Priamus bewegt sich in einem Abstand von 4,541 (Perihel) bis 5,787 (Aphel) astronomischen Einheiten in etwa 4286 Tagen um die Sonne. Die Bahn ist 8,9° gegen die Ekliptik geneigt, die Bahnexzentrizität beträgt 0,121. Der Durchmesser von Priamus ist nur sehr ungenau bekannt und wird auf ca. 117 Kilometer geschätzt.
Benannt wurde der Asteroid nach dem trojanischen König Priamos in Homers Ilias.